# Ludwig Hagspiel
Ludwig Hagspiel (* 17. Mai 1922 in Lingenau; † 8. Dezember 2012 in Hittisau) war ein österreichischer Politiker (ÖVP) und Landwirt. Hagspiel war von 1969 bis 1970 Abgeordneter zum Vorarlberger Landtag und von 1970 bis 1983 Abgeordneter zum Österreichischen Nationalrat.

## Leben
Hagspiel besuchte nach der Volksschule die landwirtschaftliche Berufsschule sowie verschiedene Fachkurse und war in der Folge beruflich als Landwirt tätig. Er wurde 1950 Mitglied der Gemeindevertretung von Hittisau und vertrat die ÖVP zwischen 1969 und 1970 im Vorarlberger Landtag sowie vom 31. März 1970 bis zum 18. Mai 1983 im Nationalrat. Hagspiel war zudem als Bezirksobmann des Bauernbundes und Obmann der ÖVP Hittisau aktiv, fungierte als Kammerrat und Vizepräsident der Landwirtschaftskammer Vorarlberg und war von 1974 bis 1976 Mitglied der Verwaltungskommission des Milchwirtschaftsfonds in Wien. Zudem war er ab 1976 Mitglied der Verwaltungskommission des Getreidefonds sowie Vorsitzender der Sozialversicherungsanstalt der Bauern der Landesstelle Vorarlberg.

## Auszeichnungen
- 1978: Großes Silbernes Ehrenzeichen für Verdienste um die Republik Österreich[1]
- 1983: Großes Goldenes Ehrenzeichen für Verdienste um die Republik Österreich[2]